# Globos de Ouro 2004
Die 9. Verleihung des Globo de Ouro 2004 fand am 24. Mai 2004 im Coliseu dos Recreios in Lissabon statt. Der Gala-Abend wurde von Catarina Furtado, Herman José und Fátima Lopes moderiert und vom mitveranstaltenden Fernsehsender SIC übertragen.
Den Globo de Ouro, für ihre Leistungen im Jahr 2003, erhielten im Jahr 2004 folgende Persönlichkeiten:

## Auszeichnungen nach Kategorien

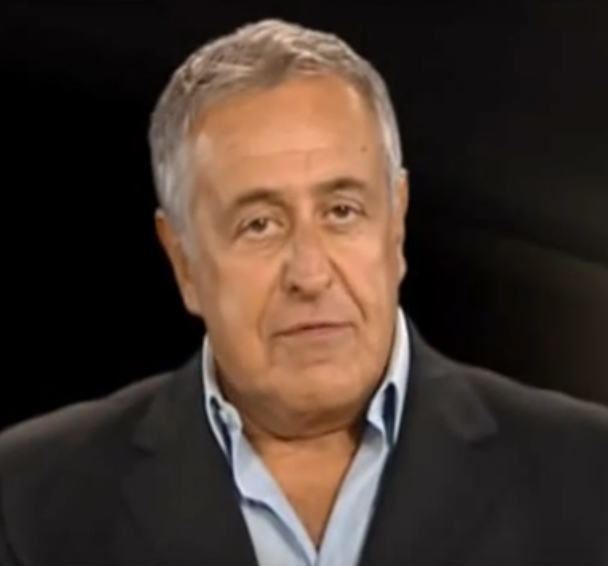
Nicolau Breyner

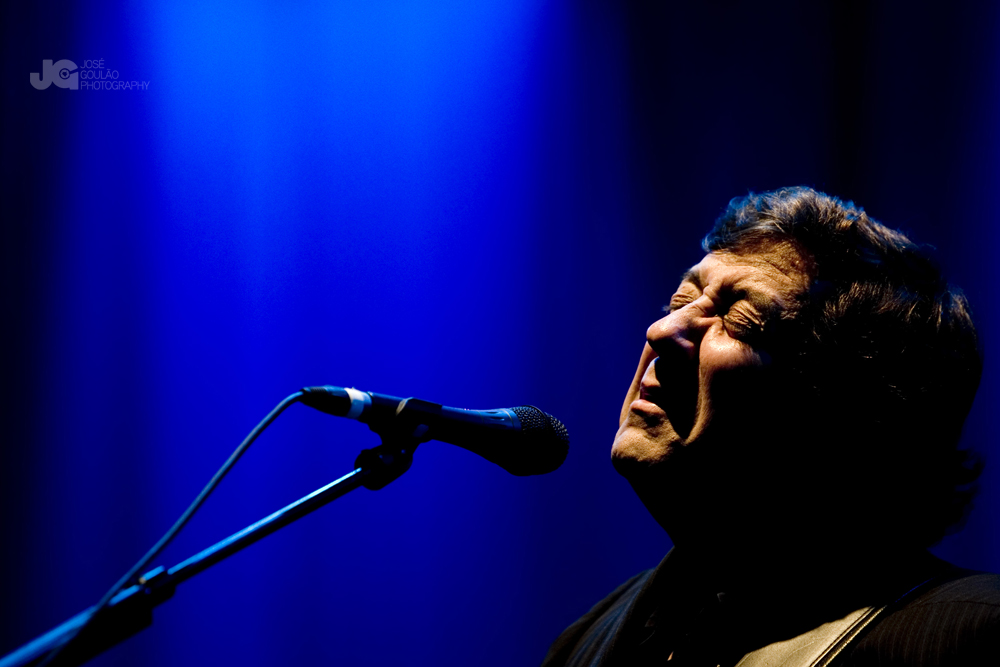
Rui Veloso

Logo der RTP-Nachrichtensendung Telejornal

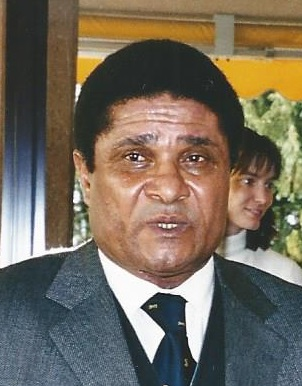
Eusébio

### Kino
- Bester Film: Quaresma von José Álvaro Morais (Regisseur), Paulo Branco (Produzent)
- Beste Schauspielerin: Beatriz Batarda
- Bester Schauspieler: Nicolau Breyner

### Theater
- Beste Schauspielerin: Carmen Dolores
- Bester Schauspieler: Luís Aleluia
- Beste Aufführung:  Copenhaga (Inszenierung João Lourenço)

### Musik
- Bester Einzelinterpret: Rui Veloso
- Beste Gruppe: Mesa
- Bestes Lied: Carta der Gruppe Toranja

### Fernsehen

#### Fiktion und Komödie
- Beste Sendung: Malucos do Riso
- Beste Schauspielerin: Alexandra Lencastre (für Ana e os Sete)
- Bester Schauspieler: Diogo Infante (für Jóia de África)

#### Information
- Bester Ansager: José Alberto Carvalho (Telejornal RTP)
- Beste Sendung: Telejornal RTP

#### Unterhaltung
- Beste Sendung: Operação Triunfo
- Bester Moderator: Jorge Gabriel

### Ehrenpreis für Verdienst
- Eusébio